# Медицинска школа „7. април” Нови Сад
Медицинска школа „7. април” једна је од средњих школа у Новом Саду. Налази се у улици Војводе Книћанина 1. Назив је добила по Светском дану здравља који се широм света обележава 7. априлa сваке године под покровитељством Светске здравствене организације.

## Историјат
Први час прве генерације је одржан 16. септембра 1946. на којем су представљени циљеви и задаци нове школе и важност позива медицинских сестара којем је присуствовало четрдесет ученица. Практична настава је организована 1947. Средња медицинска школа је формирана 1948. године, најпре од две школе, од Државне школе за медицинске техничаре и Државне школе за (више) медицинске лаборанте. У другом полугодишту им се прикључила и трећа Државна школа за медицинске сестре – лекарске помоћнике која се 1952. опет издваја у самосталну до 1959—60. године када је припојена новоформираној Медицинској школи. Средња медицинска школа и Школа за лекарске помоћнике је формирана 29. јануара 1960. када су садржали Одсек за медицинске сестре, за лабораторијске техничаре, за дечије медицинске сестре и за санитарне техничаре. У периоду 1963—1977. је формиран Школски медицински центар од три школе: Медицинска школа, Зуботехничка школа и Школа за квалификоване раднике у здравству – зубни асистенти. Школски медицински центар је имао четрдесет и једно одељење, 1251 ученика и смерове Медицинске сестре, Педијатријске сестре, Акушерске сестре, Санитарни техничари, Медицински лаборанти, Зубни техничари и Зубни асистенти. До 1977. је имала назив Школски медицински центар када постаје васпитно–образовна организација средњег ступња и мења назив у Медицинска школа „7. април”. У периоду 1977—1987. је центар постао васпитно–образовна организација средњег ступња, до 1987. године је била двогодишња, а од тада постаје четворогодишња. Формирају се образовни профили који и данас постоје: Медицинска сестра–техничар, Педијатријска сестра–техничар, Гинеколошко–акушерска сестра, Стоматолошка сестра–техничар, Лабораторијски техничар, Зубни техничар, Физиотерапеутски техничар, Фармацеутски техничар и Козметички техничар. У периоду 1947—2003. школу је завршило 14.896 редовних (сестринска занимања 5432 ученика) и 1748 ванредних ученика (сестринска занимања 1100 ученика). Имали су 910 радника, око 800 у наставном процесу, од тога 270 професора, 245 лекара, тридесет и једног стоматолога, преко 150 наставника са вишом и средњом стручном спремом, наставни кадар углавном женског пола. Променило се двадесет и шест директора. Данас имају девет образовних профила, настава је тројезична за образовни профил Медицинска сестра–техничар, сваки разред има тринаест одељења од тога једно је на мађарском језику, једно на словачком и једанаест на српском језику. Учествовали су у пројектима „Заједници заједно 2020”, „A smile behind a mask”, „За чистије и зеленије школе у Војводини” и „Дигитализација хемијских експеримената” 2021. и Ерасмус+ 2022.

## Догађаји
Догађаји Медицинске школе „7. април”:
- Дан отворених врата
- Светски дан дијабетеса
- Светски дан књиге и ауторских права
- Међународни дан бабица
- Међународни дан сестринства
- Међународни дан борбе против вршњачког насиља
- Национални дан књиге
- Сајам образовања